# Kenji Maruyama (Autor)
Kenji Maruyama (japanisch 丸山 健二 Maruyama Kenji; geboren 23. Dezember 1943 in der Präfektur Nagano) ist ein japanischer Schriftsteller.

## Leben und Wirken
Kenji Maruyama wurde nach seinem Abschluss an der „Sendai National Radio High School“ (国立仙台電波高等学校, Kokuritsu Sendai Dempa kōtōgakkō) Angestellter bei einem Fernschreiber-Unternehmen. Er begann zu schreiben und gewann 1966 den „Literary World Newcomer's Award“ (文学界新人賞, Bungaku-kai Shinjin-shō) und darüber hinaus den 56. Akutagawa-Preis für „Natsu no nagare“ (夏の流れ) – „Im Lauf des Sommers“, ein trocken verfasster Bericht über die Hinrichtung eines Verurteilten, gesehen durch das Auge eines in die Jahre gekommenen Strafvollziehers. 
–
Nach seiner Heirat zog Maruyama 1968 in seine Heimat, in die Präfektur Nagano, tauchte in die Natur ein und entwickelte seine Karriere als Schriftsteller stetig weiter. Er stellt junge Leute aus der Arbeiterklasse dar, die versuchen, ihrem schwierigen und manchmal auch gewalttätigen Leben zu entkommen. Zu seinen Werken gehören
- „Mahiru nari“ (正午なり) – etwa „Mitten am Tag“ 1968,
- „Asahi no ataru ie“ (朝日のあたる家), einen Neufassung von „House of the Rising Sun“ 1970,
- „Yamiwada no kagayaki“ (黒暗淵の輝き) – „Glanz des schwarzen Abgrunds“ 1971,
- „Bara no zawameki“ (薔薇のざわめき) – „Das Rascheln von Rosen“ 1972 und
- „Mizu ni utsusu“ (水に映す) – „Wasserspiegelungen“ 1978.[1]

Abendfüllende Romane:
- „Kuroi umi e no hōmonsha“ (黒い海への訪問者) – „Besucher am schwarzen Meer“ 1972,
- „Ame no doragon“ (雨のドラゴン) – „Regendrachen“ 1973,
- „Kazan no uta“ (火山の歌) – „Gesang des Vulkans“ 1976,
- „Arafura kai“ (アラフラ海) – „Arafurasee“, sechs kurze und mittellange Erzählungen, 1979,
- „Tokimeki ni shisu“ (ときめきに死す) – „Vor Aufregung sterben“ 1982,
- „Tsuki ni naku“ (月に泣く) – „Den Mond beweinen“ 1986 und
- „Wakusei no izumi“ (惑星の泉) – „Planentenfrühling“ 1987.

Zu den zahlreichen Essays und Kritiken zählen
- „Inuwashi sanka“ (イヌワシ讃歌(さんか)) – „Steinadler-Hymne“ 1977,
- „Messēji: kokuhakuteki seishunron“ (メッセージ 告白的青春論) – „Botschaft: Konfessionelle Theorie der Jugend“ 1980,
- „Gunkyo sezu“ (群居せず) – „Ohne zur Menschenmasse zu werden“ 1980,
- „Kimi no chi wa sawaide iruka kokuhakuteki nikutai-ron“ (君の血は騒いでいるか 告白的肉体論) – „Kocht Dein Blut? Konfessionelle Körpertheorie“ 1981,
- „Azumino no tsuyoi kaze“ (安曇野の強い風) – „Starker Winde über der Azumino-Bucht“ 1986 usw.

Zu den Werken aus den späten 1980er Jahren zählen die poetischen Romane
- „Mizu no kazoku“ (水の家族) – „Wasserfamilie“ 1989,
- „No ni furu hoshi“ (野に降る星) – „Ein Stern fällt aufs Feld“ 1990,
- „Sennichi no ruri“ (千日の瑠璃) – „Tausend Tage Azurblau“ 1992, eine Geschichte von Tausend Tagen in dem Ort Mahoro (まほろ町),
- „Tatakai no ki no shita de“ (争いの樹の下で) – „Unter den kämpfenden Bäumen“ 1996,
- „Buppo-so no yoru“ (ぶっぽうそうの夜) – „Eine Nacht voller Sekt“ 1997,
- „Niji yo, bōtoku no niji yo“ (虹よ、冒涜の虹よ) – „Regenbogen, Regenbogen der Blasphemie“ 1999,
- „Nige Uta“ (逃げ歌) – „Fluchtlied“ 2000,
- „Ruri hakobe“ (るりはこべ) –„Vogelmiere“ 2001 und weitere Essays und Kritiken,
- „Saredo ko ni arazu“ (されど孤にあらず) – „Ohne einsam zu sein“ 1991,
- „Mada mienu kakite e“ (まだ見ぬ書き手へ) – „An den noch nicht sichtbaren Schreiber“ 1994,
- „Seija e“ (生者へ) – „Den Lebenden“ 2000.

sowie die Gartenessays 
- „Azumino no shiroi niwa“ (安曇野の白い庭) – „Die weißen Gärten von Azumino“ 2000,
- „Yū niwa“ (夕庭) – „Abendgarten“ 2002.